# Ancyfierowskaja (sielsowiet ogibałowski)
Ancifierowskaja (ros. Анциферовская) – wieś w Rosji, w rejonie wożegodskim obwodu wołogodzkiego. W 2010 r. liczyła 44 mieszkańców.